# Вартові галактики
«Вартові галактики» (англ. Guardians of the Galaxy) — американський супергеройський фільм 2014 року, оснований на однойменній серії коміксів. Вироблений кінокомпанією Marvel Studios та розповсюджуваний на території України компанією B&H Film Distribution Company. Є десятим проєктом Кінематографічного всесвіту Marvel. Режисер — Джеймс Ґанн, який написав сценарій разом з Ніколь Перлман. У фільмі брали участь: Кріс Пратт, Зої Салдана, Бредлі Купер, Дейв Батиста, Він Дізель, а також — Лі Пейс, Майкл Рукер, Карен Гіллан, Джимон Гонсу, Джон Рейлі.
Світова прем'єра фільму відбулася 21 липня 2014 року у театрі Долбі, Голлівуд. Станом на 18 вересня 2018 року, фільм обіймав 243-у позицію у списку 250 найкращих фільмів за версією IMDb.
Дубльований українською мовою студією Le Doyen на замовлення Disney Character Voices International. Автор українського перекладу — Сергій SKA Ковальчук. В українському прокаті вийшов 31 липня 2014 року у форматі 3D. Касові збори в Україні склали понад $2 млн.
Фільм досяг комерційного успіху, заробивши $772,8 млн по всьому світі й став найдохіднішим супергеройським фільмом 2014 року, а також третім найкасовішим фільмом 2014 року. Фільм отримав високу оцінку за сценарій, режисуру, акторську гру, гумор, саундтрек, візуальні ефекти та послідовності дій. На 87-й нагородженні «Оскар» фільм отримав номінації за найкращі візуальні ефекти та найкращий грим та зачіски, а також отримав премію «Г'юґо» за найкращу драматичну постановку у 2015 році. Продовження «Вартові галактики 2» вийшло у 2017 році. Третій фільм «Вартові галактики 3» вийшов у 2023 році.

## Сюжет
У 1988 році юний Пітер Квіл після смерті матері був викрадений інопланетянами.
26 років потому Пітер Квіл став злодієм і взяв собі псевдо Зоряний Лицар. Він прибуває на занедбану планету Мораг, щоб викрасти таємничу сферу. Але його ловить група солдатів з Раси Крії на чолі з Коратом Переслідувачем, яка також прибула за сферою, щоб передати її фанатику Раси Крії Ронану Обвинувачувачу. Квілу вдається втекти зі сферою. Його втечу виявляє Йонду — глава Варварців — космічних піратів, який викрав із Землі Квіла і виховав його. Пітер мав віддати сферу йому, але вирішив сам продати її безпосередньо замовнику. Розгніваний Йонду призначає нагороду за упіймання Квіла.
Ронан дізнається про те, що сферу вкрав Зоряний Лицар і він доручає повернути її вбивці Ґаморі. Вона знаходить Квіла на Зандері, де той отримав відмову від покупця у зв'язку з тим, що сферою зацікавилася така небезпечна фігура як Ронан. Ґамора намагається вкрасти сферу, але Зоряний Лицар її наздоганяє. В їхню боротьбу втручаються двоє найманців — розумний єнот Ракета і деревоподібний гуманоїд Ґрут, які хочуть здобути нагороду за Квіла. Але їх усіх ловлять місцеві правоохоронні органи — Корпус Нова. Усіх чотирьох за різні злочини садять у в'язницю на космічній станції Кілн.
Там Ґамору намагаються вбити за співпрацю з Ронаном, який винен у смертях рідних багатьох ув'язнених, серед яких і небезпечний вбивця Дрекс Руйнівник. Але Квілу вдається переконати Дрекса, що Ґамора може допомогти в знищенні Ронана. Зоряний Лицар, Ґамора, Дрекс, Ракета і Ґрут об'єднуються, щоб втекти й продати сферу за величезні гроші. Реактивний Єнот розробляє план, за допомогою якого команда втікає з в'язниці на кораблі Квіла «Мілано».
Ронан зв'язується з Таносом, який обіцяв в обмін на сферу знищити Зандер, звинувачуючи того, що його названа дочка Ґамора зрадила їх. В цей час герої прибувають на космічну станцію Ніденія, яка розташована в черепі гіганта, де їх повинен чекати покупець сфери. Покупцем виявляється багатий колекціонер Танеліір Тіван. Він відкриває сферу, всередині якої знаходиться Камінь Нескінченності — могутній артефакт, здатний знищувати планети, але ним можуть володіти лише істоти великої сили. Карина, рабиня Колекціонера, намагається вкрасти Камінь, щоб звільнитися з рабства, але відбувається вибух, що знищує музей Тівана.
Водночас сп'янілий Дрекс викликає Ронана, щоб битися з ним. Обвинувач легко перемагає Руйнівника, а Небула,(сестра гамори) агент Ронана й друга названа дочка Таноса, захоплює камінь зі сфери. Ґамора, яка намагалася перешкодити своїй сестрі, потрапляє у відкритий космос. Щоб її врятувати Зоряний Лицар вказує Йонду своє місцеперебування і рушає за Ґаморою у вакуум. Варварці захоплюють їх, Йонду планує вбити Квіла, але той переконує його, умовляючи забрати такий цінний предмет як Камінь Нескінченності у Ронана. Ракета, Ґрут і Дрекс, думаючи, що їх друзі в полоні, погрожують Спустошувачам, але Квіл все роз'яснює їм і трійця приєднується до команди.
На своєму флагмані Ронан отримує камінь від Небули та вставляє у свій бойовий молот, щоб використовувати його силу. Він зв'язується з Таносом і каже, що тепер, з силою каменю, йому не потрібна допомога в знищенні Зандера й що після цієї планети він знищить і самого Таноса. Небула зраджує свого названого батька і переходить на сторону Обвинувача. Флагман Ронана наближається до Зандера і той зможе знищити планету, коли корабель досягне планети. Але Варварці атакують флагман, до них приєднуються на своїх кораблях Корпус Нова, який намагається стримати флагман Ронана від приземлення, створюючи з кораблів Корпусу живий енергетичний щит. Варварці, на чолі з Ракетою, залишаються битися з кораблями Крії, поки інші герої проникають на флагман Ронана. Вони розділяються — Ґамора йде відключити захист дверей в командний зал до Ронана, в той час, як Квіл, Дрекс і Ґрут б'ються з охороною Обвинувача. Небула намагається перешкодити Ґаморі, але позбувається руки та тікає.
Герої потрапляють до Ронана й намагаються його вбити, але лиходій виживає. Він знищує кораблі Корпусу і корабель падає на Зандер. Ґрут створює зі свого тіла захисну сферу для інших героїв і гине при падінні.
Опинившись на поверхні Ронан готується знищити Зандер і в насмішку називає героїв «Вартовими Галактики», але Квіл відволікає його танцем, доки Дрекс готується вистрілити з суперзброї Єнота. Постріл вибиває Камінь з молота Ронана і Пітер його ловить. Енергія каменю починає руйнувати тіло Зоряного Лицаря, але Ґамора, Дрекс і Ракета беруть Квіла за руки, що дозволяє їм розділити силу каменя і знищити Ронана. Герої виживають, але повинні за договором віддати Сферу з Каменем Йонду.
Корпус Нова на знак вдячності за порятунок їхньої планети прощають їхні минулі злочини й відновлюють знищений корабель Квіла. Також Зоряного Лицаря повідомляють, що він напівлюдина, що й допомогло йому утримувати камінь так довго. Герої планують й надалі охороняти Галактику від загроз. А на своєму кораблі Йонду відкриває Сферу і виявляє там замість Каменя іграшку, а справжній камінь Вартові віддали на зберігання Корпусу Нова. Після цього видно, що відросток Ґрута, підібраний єнотом і поміщений в горщик, став народженням нового життя Ґрута.
У сцені після титрів Танеліір Тіван сидить на руїнах свого музею і з горя п'є. До нього підходить його колишній експонат — собака-космонавт і облизує його обличчя. На що інший зразок його колекції — антропоморфна качка, з подивом реагує.

## Акторський склад

### Головні ролі
Український дубляж:
- Пітер Квіл/Зоряний Лицар — Денис Толяренко; Пітер у дитинстві — Назар Твердак
- Ґамора — Ксенія Любчик
- Ракета — Назар Задніпровський
- Дрекс Руйнівник — Володимир Кокотунов
- Ґрут — Борис Георгієвський
- Ронан Обвинувач — Михайло Кукуюк

### Другорядні та епізодичні ролі
| Актор                 | Роль                             | Дублювання            |
| --------------------- | -------------------------------- | --------------------- |
| Майкл Рукер           | Йонду Удонта                     | Валерій Легін         |
| Карен Гіллан          | Небула                           | Аліна Проценко        |
| Джимон Гонсу          | Корат Переслідувач               | Андрій Ісаєнко        |
| Джон С. Рейлі         | Романн Дей                       | Євген Лунченко        |
| Гленн Клоуз           | Верховниця Нова / Командор Раель | Людмила Суслова       |
| Бенісіо Дель Торо     | Танеліір Тіван / Колекціонер     | Андрій Твердак        |
| Лора Геддок           | Мередіт Квіл                     | Інна Бєлікова         |
| Шон Ганн              | Креґлін                          | Дмитро Завадський     |
| Пітер Серафінович     | Денаріан Сааль                   | Олександр Завальський |
| Крістофер Фейрбенк    | Брокер                           | Владислав Пупков      |
| Грегг Генрі           | Дід                              | Олександр Ігнатуша    |
| Джош Бролін           | Танос                            | Михайло Кришталь      |
| Алексіс Денісоф       | Інакший                          | Ігор Тимошенко        |
| Річард Кац            | Одноногий                        | Анатолій Барчук       |
| Том Проктер           | Гораз                            | Сергій Озіряний       |
| Ральф Айнесон         | пілот-спустошувач                | Володимир Жогло       |
| Томас Арана           | Посол Крі                        | Роман Чупіс           |
| Офелія Ловібонд       | Карина                           |                       |
| Натан Філліон (голос) | в'язень                          |                       |
| Сет Грін (голос)      | Качка Говард                     |                       |
| Роб Зомбі (голос)     | Навігатор Ravager                |                       |
| Тайлер Бейтс          | пілот-спустошувач                |                       |
| Стен Лі               | Камео                            | Юрій Висоцький        |

## Знімальна група
- Режисер: Джеймс Ганн
- Автори сценарію: Джеймс Ганн, Ніколь Перлман
- Продюсер: Кевін Файгі
- Оператор: Бен Девіс[en]
- Монтаж: Фред Раскін, Хьюго Вінборн
- Композитор: Тайлер Бейтс

## Опис персонажів
- Пітер Квілл / Зоряний Володар — напівлюдина, напівприбулець, якого у 1998 році викрала з Міссурі і виростила група космічних злодіїв та контрабандистів під назвою «Варварці» на чолі з Йондом Удонтою. Він стає лідером «Вартових Галактики».
- Ґамора — сирота, вихована Таносом і навчена бути вбивцею, але прагне спокутування.
- Ракета — генетично модифікований єнот-мисливець за головами, найманець і майстер зброї та тактики бою.
- Дрекс Руйнівник — воїн, який хоче помститися Ронану, який вбив його дружину та доньку.
- Ґрут — деревоподібний гуманоїд, супутник Ракети. Режисер Джеймс Ґанн заявив, що основою персонажа став його пес. Ґрут вміє вимовляти тільки дві фрази: «Я є Ґрут!» та «Ми є Ґрут!». Він Дизель записав цю фразу шістьома мовами: англійській, французькій, іспанській, португальській, китайській і російській[3].

## Історія створення
Виробництво картини почалось у січні 2013 року, а власне знімання розпочали у червні того ж року в Англії на студії Шеппертон. Знімання фільму тривало рівно 83 дні. Про його завершення написав режисер Джеймс Ганн на своїй сторінці у фейсбуці.

## Прокат

### Театральний реліз
Реліз фільму в кінотеатрах відбувся 31 липня 2014 року.

### Цифрова дистрибуція
Фільм «Вартові галактики» вийшов для цифрового завантаження компанією Walt Disney Studios Home Entertainment 18 листопада 2014 року, на Blu-ray, Blu-ray 3D та DVD — 24 листопада 2014 року у Великій Британії та 9 грудня у США. Цифрові та Blu-ray-версії фільму включають залаштункові фільмування, аудіокоментарі, видалені сцени, невдалі дублі та ексклюзивний попередній перегляд Месники: Ера Альтрона. Станом на червень 2021, продажі фільму на DVD та Blu-ray склали понад $149 млн у США.
Фільм також увійшов до колекційної збірки з 13 дисків під назвою «Кінематичний Всесвіт Marvel: фаза 2», який включає всі фільми Другої фази у кінематографічному Всесвіті Marvel. Вона вийшла 8 грудня 2015 року.

## Критика

### Касові збори
Станом на 5 серпня 2014 року, «Вартові Галактики» зібрали $ 106 мільйонів у Північній Америці й $ 66 400 000 в інших країнах, в загальній сумі зібравши $ 177 400 000.

#### Північна Америка
«Вартові Галактики» зібрали 11,2 млн доларів станом на четвер і перевершили свого попередника «Перший месник: Друга війна» (10,2 млн доларів), тим самим ставши найкасовішим четвергом 2014

### Нагороди та номінації
| Рік  | Нагорода                         | Категорія                      | Номінант                                                      | Результат | Пос    |
| ---- | -------------------------------- | ------------------------------ | ------------------------------------------------------------- | --------- | ------ |
| 2014 | CinemaCon Awards                 | Прорив року                    | Кріс Пратт                                                    | Перемога  | [ 9 ]  |
| 2014 | Товариство кінокритиків Детройта | Кращий акторський ансамбль     | Вартові галактики                                             | Перемога  | [ 10 ] |
| 2014 | Кінопремія Голлівуду             | Найкращий блокбастер           | Вартові галактики                                             | Перемога  | [ 11 ] |
| 2014 | Молодий Голлівуд                 | Найкращий супергерой           | Кріс Пратт                                                    | Номінація | [ 12 ] |
| 2015 | Кінопремія «Вибір критиків»      | Найкращий екшн                 | Вартові галактики                                             | Перемога  | [ 13 ] |
| 2015 | Кінопремія «Вибір критиків»      | Найкраща чоловіча роль в екшні | Кріс Пратт                                                    | Номінація | [ 13 ] |
| 2015 | Кінопремія «Вибір критиків»      | Найкраща жіноча роль в екшні   | Зої Салдана                                                   | Номінація | [ 13 ] |
| 2015 | Кінопремія «Вибір критиків»      | Найкращий грим                 | Девід Уайт                                                    | Перемога  | [ 13 ] |
| 2015 | Кінопремія «Вибір критиків»      | Найкращі візуальні ефекти      | Стефан Черетті                                                | Номінація | [ 13 ] |
| 2015 | Премія «Оскар»                   | Найкращий грим та зачіски      | Елізабет Янні-Джорджу, Девід Вайт                             | Номінація |        |
| 2015 | Премія «Оскар»                   | Найкращі візуальні ефекти      | Стефан Черетті, Ніколас Айтаді, Джонатан Фокнер, Пол Корбоулд | Номінація |        |

## Цікаві факти
- В чертогах Колекціонера можна побачити різні артефакти й форми життя зі всього Всесвіту, так, наприклад, Космо собака-космонавт, запущена Радянським Союзом і учасник команди в оригінальних коміксах, Хижака, і ельфів з фільму «Тор 2»
- Коли Ґамора проходить, правіше від неї можна побачити кокон Адама Варлока.
- При вивченні Каменя Безкінечності показані Божества, які знищували планети.
- Коли Колекціонер показує Пітеру презентацію про походження Сфери — Каменя Безкінечності, можна побачити Тесеракт — Один з Каменів Безкінечності, що з'явився у фільмах «Перший месник», «Месники» і в сцені після титрів фільму «Тор», а також Ефір — інший Камінь Безкінечності з фільму «Тор 2: Царство Темряви» і в його сцені після титрів, що відноситься до фільму «Вартові Галактики».
- У сцені після титрів в зруйнованій скарбниці Колекціонера з'являється Говард-Качка, а також собака Космо.
- В українському дубляжі Ґамору дублює Ксенія Любчик, солістка гурту SIMPLE.

## Продовження
Прем'єра телесеріалу «Вартові галактики» відбулась 26 вересня 2015.
Прем'єра фільму «Вартові галактики 2» відбулася 5 травня 2017.